# Ledenika Peak
Der Ledenika Peak (englisch; bulgarisch връх Леденика wrach Ledenika) ist ein 1020 m hoher Berg auf der Trinity-Halbinsel des Grahamlands im Norden der Antarktischen Halbinsel. Er ragt 2,68 km südwestlich des Razvigor Peak, 6 km südöstlich des Hanson Hill, 6,66 km östlich des Wimple Dome und 10,89 km nordnordwestlich des Sirius Knoll in den Srednogorie Heights auf. Der Malorad-Gletscher liegt nördlich, der Russell-West-Gletscher südlich von ihm.
Deutsche und britische Wissenschaftler kartierten ihn 1996 gemeinsam. Die bulgarische Kommission für Antarktische Geographische Namen benannte ihn 2010 nach der Ledenikahöhle im Nordwesten Bulgariens.